# Lepthyphantes encaustus
Lepthyphantes encaustus är en spindelart som först beskrevs av Becker 1879.  Lepthyphantes encaustus ingår i släktet Lepthyphantes och familjen täckvävarspindlar. Inga underarter finns listade i Catalogue of Life.